# Драшков рабош (лист)
Драшков рабош је српски сатирични „Лист за сваког“ који је излазио од 15. октобра 1883. до 28. септембра 1887. године  у Сплиту (Спљету).

## Историјат
Драшков рабош је први политичко-сатирични лист који су издавали Срби у Сплиту. Лист је био борбен и излагао сатири догађаје и људе у Далмацији и Хрватској, као и политичке противнике у Србији и у Црној Гори. 

### Политичка позадина
Драшков рабош је нагињао радикалима и због тога је нападао Напредну и Либералну странку. Сматра се да је и сам кнез Никола Петровић материјално помагао овај лист. Везаност за династију Петровића види се и по томе што су сарадници листа користили за псеудониме имена из Његошевог „Горског вијенца“. На пример, Метличић је био познат као „Војвода Драшко“. 
Лист је подржавао и династију Карађорђевића из Србије.
Метличић и његови сарадници су се залагали за српство и ћирилицу. Због тога је лист често био забрањиван, а угашен је због „велеиздајничког процеса“.
Уредник Јово Метличић је гајио симпатије и према Русији. У листу је штампао „Курс руског језика“ због чега је редакција била оптужена и изведена пред суд, али су уредници на крају били ослобођени. Метличић је 1891. године заувек отишао у Русију.

### Периодичност излажења
Лист је излазио сваке прве и треће среде у месецу.

### Изглед листа
Лист је био димензија 47X30cm.
Насловну карикатуру свог листа Метличић је објављивао у две варијанте: на цртежу текст је био исписан и латиницом и ћирилицом. Поред главе листа, Драшков рабош је од 4. марта 1885. године штампан ћирилицом. Ћирилична слова су набављена захваљујући прилозима Срба трговаца из Далмације.
Од укупно 130 бројева, колико је изашло само је почетних 34 штампано латиницом.

### Тематика
- Досетке
- Шале
- Анегдоте